# 최유나 (법조인)
최유나(崔唯娜, 1985년 ~ )는 대한민국의 이혼 전문 변호사이자 텔레비전 드라마 작가이다.

## 드라마
- 2024년 SBS 금토드라마 《굿파트너》 ... 집필

## 영화
- 2024년 히든 페이스 - 집필

## 수상 목록
- 2024년 제10회 에이판 스타 어워즈 작가상

## 저서
- 2019년 저서 《우리 이만 헤어져요》 ... 집필
- 2022년 저서 《혼자와 함께 사이》 ... 집필